# Aerofilatelie

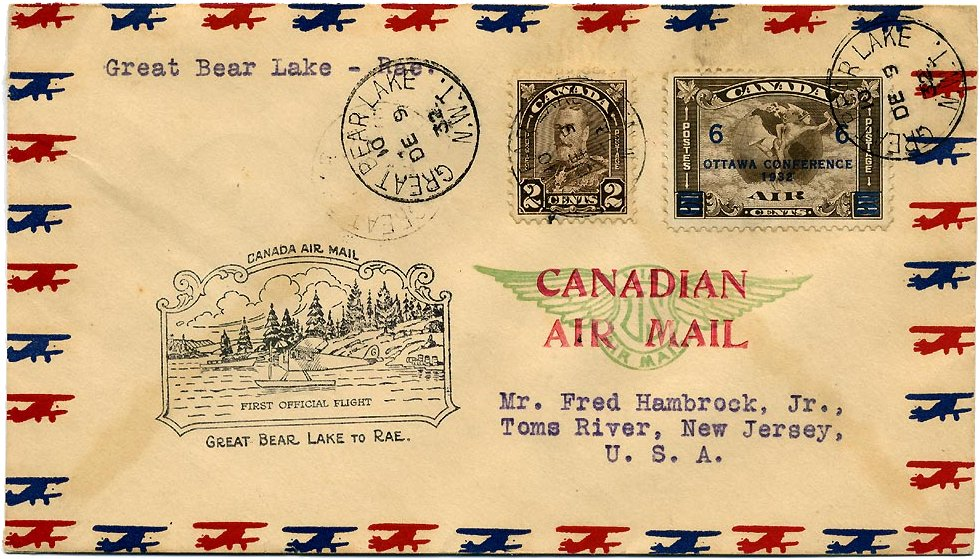
Een eerste vlucht Canada 1932

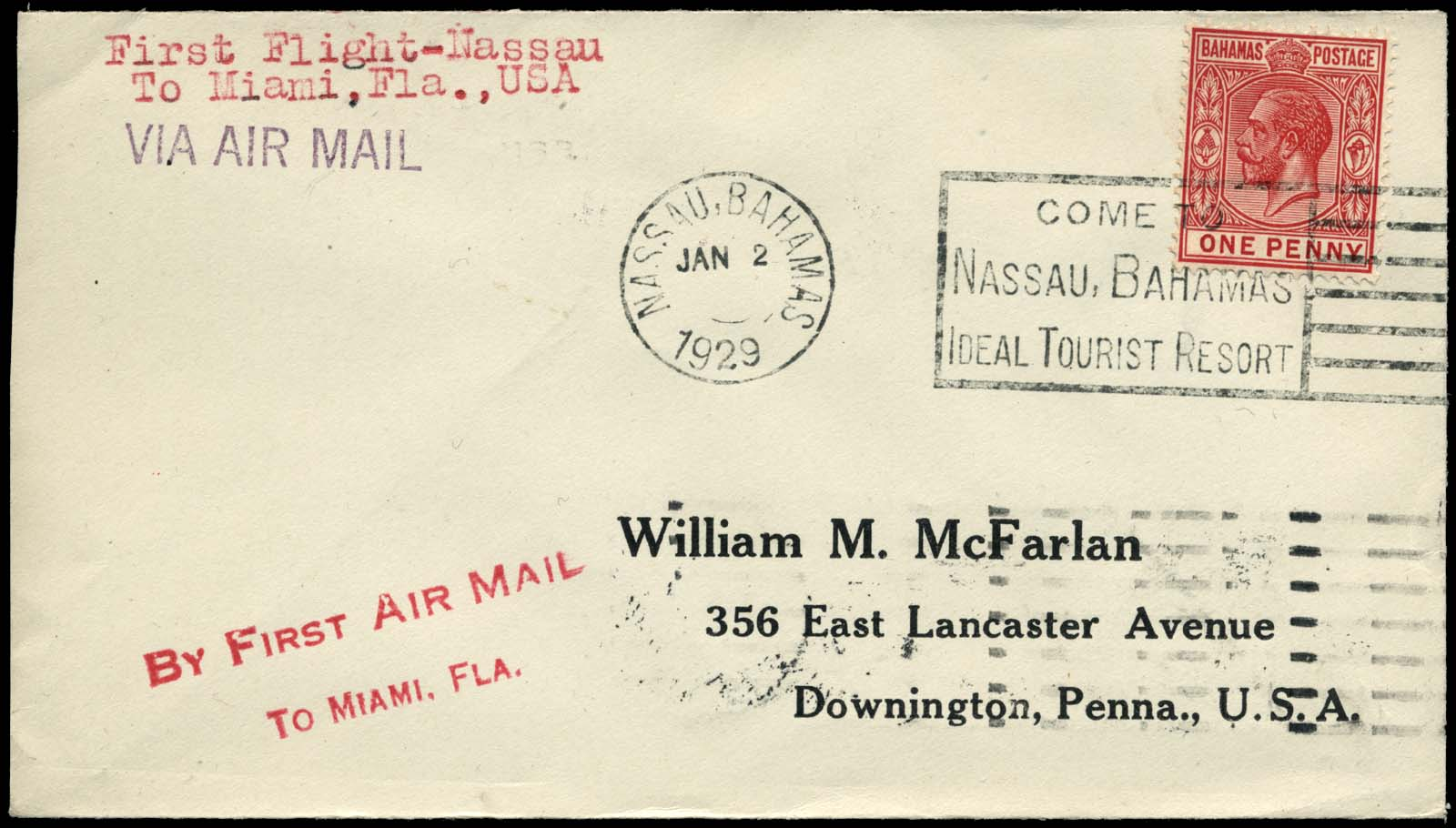
Een eerste vlucht Bahama's 1929

Luchtpostfilatelie of aerofilatelie is de tak van de filatelie die zich bezighoudt met luchtpost. Het gaat dan om poststukken die daadwerkelijk door de lucht zijn vervoerd, waaronder veel eerste vluchten.
Naast post die per vliegtuig verzonden is betreft het ook:
- post per postduif verzonden (G.I. Joe)
- zeppelinpost
- ballonpost
- raketpost
- andere luchtpost.

In de aerofilatelie worden vooral poststukken verzameld. Daarbij gaat de aandacht onder andere uit naar:
- frankering en tarieven,
- gebruikte postzegels, waaronder luchtpostzegels,
- postale etiketten zoals "par avion"
- afstempeling en postale aantekeningen
- eerste vluchten en andere "bijzondere" vluchten
- rampstukken, dat wil zeggen poststukken die zijn geborgen na een vliegramp.

F.I.S.A. is een wereldwijde parapluorganisatie voor aerofilatelieverenigingen.
Zie ook: luchtpostblad, luchtpostzegel.